# Les SEGPA au ski
Série
Les SEGPA
(2022)
Pour plus de détails, voir Fiche technique et Distribution.
Les SEGPA au ski est une comédie française réalisée par Ali et Hakim Bougheraba, sortie en 2023. Il s'agit de la suite du film Les SEGPA, sorti en 2022.

## Fiche technique
Sauf indication contraire, les informations mentionnées dans cette section peuvent être confirmées par les bases de données cinématographiques IMDb et Allociné,  présentes dans la section « Liens externes ».
- Titre original : Les SEGPA au ski
- Réalisation : Ali et Hakim Bougheraba
- Scénario : Ali, Hakim et Ichem Bougheraba
- Musique : Maxime Desprez et Michaël Tordjman
- Décors :
- Costumes :
- Photographie :
- Son : Jean-Michel Tresallet
- Montage : Jean-Denis Buré et Baptiste Courtois
- Production : Éric et Nicolas Altmayer, Arnaud Chautard et Jean-Rachid Kallouche
  - Producteur exécutif : Yann Arnaud
- Sociétés de production : Studiocanal, Kallouche Cinéma, Apollo Films, Mandarin et Compagnie et Darka Movies
- Société de distribution : Apollo Films
- Budget : 2,6 millions d'euros
- Pays de production :  France
- Langue originale : français
- Format :
- Genre : Comédie
- Durée : 102 minutes
- Dates de sortie :
  - France : 27 décembre 2023
- Doublures : Marina Dieudonné (Emma Smet - Claire), Victoria Donica (Arriles Amrani) , Julien Donica (Ichem Bougheraba), Davide Lewton-Brain

## Distribution
- Ichem Bougheraba : Ichem
- Walid Ben Amar : Walid
- Arriles Amrani : Arilès
- Charly Nyobe : Charly
- Anthony Pinheiro : Saïd
- Kader Bueno : Kader
- Lahcène Amari : Lahssen
- Emma Smet : Claire Jourdan
- Nicolas Sartous : Michel Jourdan
- Rebecca Hampton : Clarisse Jourdan
- Yacine Belhousse : Edouard Shekam
- Rym Foglia : Chantal Shekam
- Camille Damour : Gonzague de Caulaincourt
- Moussa Maaskri : Nordine
- Maxime Gasteuil : M. Twix
- Fauve Hautot : Katalina
- Redouane Bougheraba : Philippe dit Philou
- Xavier Widhoff : Ulrich
- Fatou Guinea : Charlène
- Issa Doumbia : le père de Charly
- Samuel Bambi : Greg
- Nelson Monfort : lui-même

## Accueil et critique
Au moment de sa sortie, le film a suscité des incivilités multiples (bagarres, crachats, jets de pétard) dans certaines salles. Ainsi, certains cinémas ont pris la décision d’arrêter de diffuser ce film. D’autres ont dû faire appel à la police pour maintenir l’ordre en salle,.